# Trichophaga bipartitella
Trichophaga bipartitella är en fjärilsart som beskrevs av Émile Louis Ragonot 1892. Trichophaga bipartitella ingår i släktet Trichophaga och familjen äkta malar. Inga underarter finns listade i Catalogue of Life.